# Сочи (Штефан чел Маре)
Сочи (рум. Soci) насеље је у Румунији у округу Њамц у општини Штефан чел Маре. Oпштина се налази на надморској висини од 487 m.

## Становништво
Према подацима из 2002. године у насељу је живело 165 становника, од којих су сви румунске националности.